# معركة زيكيم

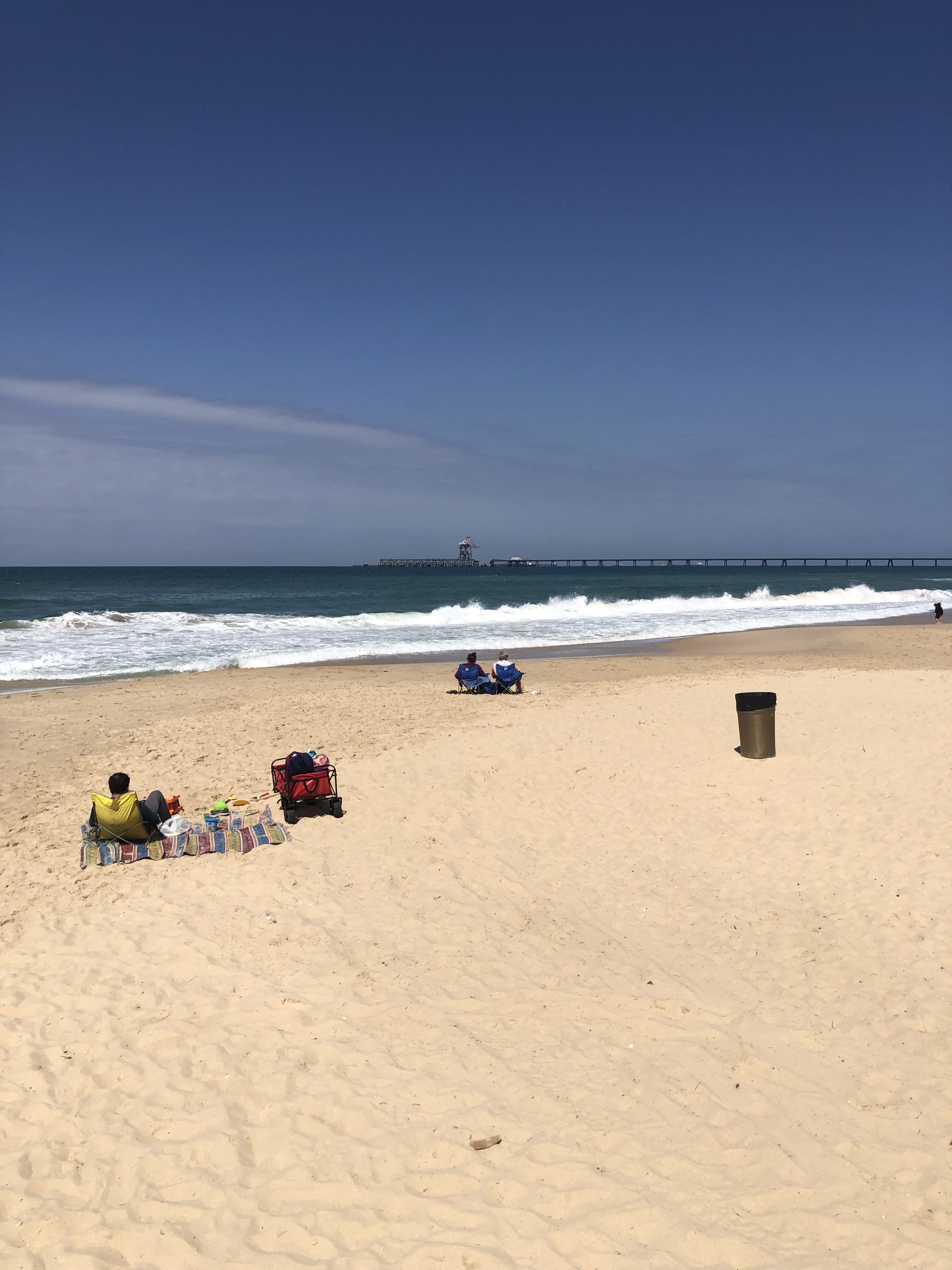
شاطئ فلسطين المحتله، زكيم

معركة زيكيم Battle of Zikim ( (بالعبرية: קרב זיקים‏); (بالعربية: معركة زيكيم)) حدثت في 7 أكتوبر 2023، عندما شنت حماس هجومًا واسع النطاق على جنوب فلسطين المحتله. دارت المعركة حول منطقة زكيم من الاراضي الفلسطينيه المحتله، والتي تضم تجمع سكاني للمحتل الصهيوني وقاعدة بهاد 4 العسكرية.

## بداية الهجوم
في صباح يوم 7 أكتوبر في الساعة 4:40 صباحا بتوقيت جرينتش،  أرسلت حماس عدة قوارب من غزة للوصول إلى شواطئ زيكيم. دمر سرب الدورية 916 من قاعدة أشدود البحرية زورقين مطاطيين وزورقين آخرين في طريقهم إلى هناك،  لكن الباقي هبط على شاطئ زيكيم. وكان هناك أيضًا ثغرة في حاجز غزة على بعد حوالي 1.5 كيلومتر جنوب بهاد 4 في نفس الوقت تقريبًا الذي مر فيه جنود حماس.
اقتحم مقاتلي حركة حماس قاعدة بهاد 4، وهي قاعدة تابعة لقوات الدفاع الإسرائيلية للتدريب الأساسي للمجندين العسكريين. غالبية الجنود في قاعدة التدريب كانوا في الجيش الإسرائيلي. واشتبك الجنود القدامى في القاعدة مع مقاتلي حماس بينما احتمى المجندون الأقل خبرة، مع استمرار القتال العنيف لساعات. في الساعة 7 صباحا، نشر الجيش الإسرائيلي بيانًا مفاده أن بهاد 4 قد تم اختراقه وفقده. وتحرك مقاتلو حماس نحو الكيبوتس ولكنهم تعرضوا للهزيمة على يد مدنيين مسلحين، وكان بعضهم ضباطًا خارج الخدمة. واستمرت الاشتباكات داخل الكيبوتس حتى يوم 7 أكتوبر/تشرين الأول.
تضمن القتال أول استخدام على الإطلاق لمركبة إيتان AFV في القتال. وكان من المقرر أن يتم تشغيل السيارة في عام 2024. وصل فريق لواء ناحال الذي يدير إيتان إلى سرعة 120 كم/ساعة على الطريق السريع رقم 6، مما سمح له بأن يكون أول وحدة تصل إلى مكان المعركة، مما أسفر عن مقتل العديد من المسلحين على الشاطئ قبل التقدم لدعم الوحدات الأخرى. دفع الاستخدام الناجح للمركبة على شاطئ زيكيم تامير يدائي، رئيس قيادة القوات البرية في الجيش الإسرائيلي، إلى دمج إيتان في خطط غزو قطاع غزة.

## الاشتباكات اللاحقة
في صباح 8 أكتوبر قتل فوج الدوريات 916 خمسة من مقاتلي حماس على شاطئ زيكيم. وفي 10 أكتوبر، شنت حماس هجومًا صاروخيًا على مدينة عسقلان بعد إعطاء تحذير للمدنيين لمدة 90 دقيقة واشتبكت مع القوات الإسرائيلية في منطقة عسقلان الصناعية قرب تقاطع خط الأنابيب العابر لإسرائيل. وفي نفس اليوم  اشتبكت قوات من الكتيبة 17 مع مقاتلي حماس في منطقة شاطئ زيكيم، مما أسفر عن مقتل أربعة. ووفقاً لتحقيق أجرته قناة فرانس 24، يبدو أن الفيديو يظهر جنوداً إسرائيليين وهم يقتلون أربعة رجال فلسطينيين كانوا يحاولون الاستسلام (تعتبر جريمة حرب). ذكرت فرانس 24 أنه لم تكن هناك أسلحة مرئية بوضوح في لقطة المسيرة للمواجهة الأولية، "على الرغم من أن الصور ضبابية ومن المستحيل معرفة ما إذا كانت الأسلحة موجودة في مكان الحادث". تم تحديد الموقع الجغرافي للحادث من قبل قناة الجزيرة الإنجليزية لمنطقة تبعد حوالي 1 كيلومتر جنوب غرب بهاد 4.
ما بين 10 و 11 أكتوبر، زعمت حماس أنها أرسلت مقاتلين إضافيين إلى محور زيكيم-عسقلان. في 11 أكتوبر ادعى الجيش الإسرائيلي أنه قتل ثمانية من مقاتلي حماس في زيكيم. وفي 13 أكتوبر أجبر حادث أمني مشتبه به سكان زيكيم على دخول منازلهم. ذكرت صحيفة إسرائيل ناشيونال نيوز أن أحد المسلحين قُتل على الشاطئ على يد الجيش الإسرائيلي. وفي 16 أكتوبر أشارت التقارير التي استشهد بها معهد دراسة الحرب إلى أن مسلحين اثنين من قطاع غزة تسللوا إلى الساحل غرب زيكيم، وقُتلوا بعد ذلك على يد مروحية تابعة للجيش الإسرائيلي.